# Борисоглебский Бельчицкий монастырь

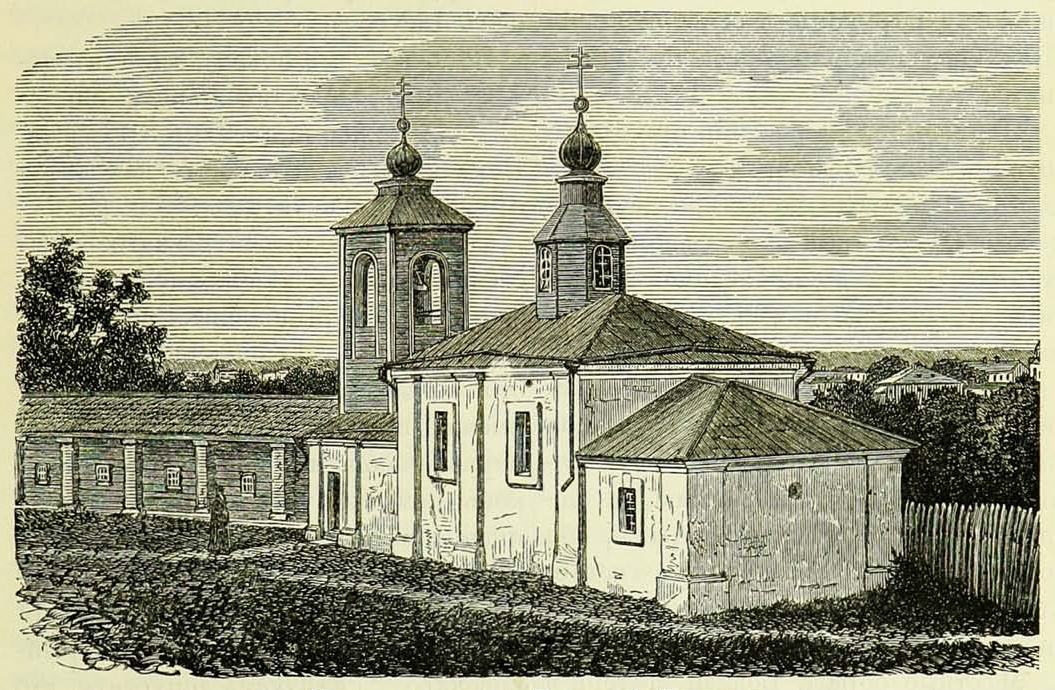
Пятницкая церковь Борисоглебского Бельчицкого монастыря в Полоцке

Борисоглебский Бельчицкий монастырь — православная обитель в Полоцке (Беларусь), к настоящему времени не существующая.
Монастырь был основан в Бельчицах на левом берегу реки Западной Двины в XII веке — вне городской черты Полоцка того времени. Монастырь насчитывал не менее четырёх храмов. Он включал так называемый «Большой собор» (настоящее название не известно), Пятницкую и Борисоглебскую церкви и храм-триконх. Большой собор, вероятно, использовался как усыпальница полоцких князей. Храм-триконх был построен по образцу храмов балканских провинций Византии.

## Значение
Храмы Борисоглебского Бельчицкого монастыря в Полоцке являлись замечательными образцами древнерусской архитектуры. В данных памятниках воплотились первые характерные черты полоцкой архитектурной школы. Пятницкая и Борисоглебская церкви, по предположению Л. В. Алексеева, являлись творением зодчего Иоанна, монаха Борисоглебского монастыря.

## История
Бельчицы впервые упоминаются в Ипатьевской летописи под 1159 годом в связи с конфликтом между полоцкими мещанами и князем Ростиславом Глебовичем. Во время Ливонской войны в феврале 1563 года в Бельчицкой обители размещался Иван Грозный. После Брестской церковной унии монастырь перешёл к униатам (1596—1600). После 1600 года православное население Полоцка вернуло монастырь под свой контроль. В 1618 году монастырь был взят штурмом по распоряжению униатского архиепископа Иосафата Кунцевича. Униатам монастырь принадлежал до 1839 года. В 1878 году он получил статус женского и был подчинён православному Спасо-Ефросиньевскому монастырю.
После Первой мировой войны на монастырском дворе размещались военные склады. В данный период Пятницкая и Борисоглебская церкви начали ветшать. Стены храмов местное население разбирало на стройматериалы. Две другие церкви Борисоглебского монастыря были превращены в руины еще в XVIII столетии.
В 1928 году изучение Борисоглебской и Пятницкой церквей Борисоглебского монастыря проводил И. М. Хозеров. Он зарисовал фрагменты фресковой росписи памятников.

## Современное состояние
В советское время в память о существовавшей когда-то в Бельчицах святыне установлен мемориальный камень. Территория бывшего Борисоглебского монастыря в наше время занимают одноэтажные деревянные дома, а также пятиэтажная «хрущёвка» и кирпичный дореволюционный дом (1910 год). Территорию монастыря пересекает дорога, которая проходит через место, где располагался «Большой собор».